# V-Rally
V-Rally (w Ameryce wydana jako Need for Speed: V-Rally) – gra komputerowa z gatunku wyścigów samochodowych wyprodukowana przez Eden Studios, a wydana przez Infogrames w 1997 roku na Playstation. Tańsza wersja z serii "Platinum" dodała obsługę dla DualShocka oraz jeszcze jeden samochód: Toyotę Corollę WRC.

## Wydanie

### V-Rally Edition '99
W roku 1999 została wydana wersja na Nintendo 64 i PC, nazwana V-Rally Edition '99. Ukazała się również na Game Boy i Game Boy Color, ale była to gra napisana od nowa, wykorzystująca efekt pseudo-trójwymiarowości.

### Wersja na Symbian UIQ
Została wydana także wersja na Symbian UIQ, na modele telefonów Sony Ericsson: P910, P900 i P800.